# 步虛大師預言詩
步虛大師預言詩，是中國民間的一本谶语，署名「步虛大師」。

### 降壇詩
- 昔因隋亂采菩提，誤入天台石寶西。
- 朝飲流霞且止渴，夜餐玉露略充饑。
- 面壁九年垂大道，指彈十代換新儀。
- 欲我辟途途誤我，天機難泄泄禪機。

### 讖詩十二首
（以下解語部分皆為民間通俗解讀，僅為參考）
| 號別   | 原文                                                                                 | 解讀 |
| ------ | ------------------------------------------------------------------------------------ | --- |
| 第一   | 雲暗暗，霧愁愁， 龍歸泥土塑獼猴； 三歲孩童三載福， 月下無主水空流， 萬里煙波一旦收。 | - 「雲暗暗，霧愁愁，」：可能只是描寫環境。 - 「龍歸泥土塑獼猴；」：龍歸泥土，光緒帝駕崩。獼猴，猿也，指袁世凱。 - 「三歲孩童三載福，」：三歲孩童三載福，指宣統帝（其即位時是3歲）。 - 「月下無主水空流，」：月下無主水空流，水（氵）、主、月指「清」字。 - 「萬里煙波一旦收。」：可能是清滅亡的意思。 |
| 第二   | 君作祖，質彬彬， 萬里長虹破浪征； 黃鶴樓中吹玉笛， 八方齊唱凱歌吟， 旌旗五色換新新。 | - 「君作祖，質彬彬，」：君做祖（孫）質彬彬（文質彬彬），指「孫文」。 - 「萬里長虹破浪征；」：可能是指孫文從海外歸來。 - 「黃鶴樓中吹玉笛，」：黃鶴樓（武昌地標建築）中吹玉笛，指「武昌起義」。 - 「八方齊唱凱歌吟，」：可能指武昌起義之後得到了其他各省的響應。 - 「旌旗五色換新新。」：旌旗五色，指「五色旗」。 |
| 第三   | 吉士懷柔，三十年變， 豈凡人哉？曇花一現。 南北東西，龍爭虎戰， 七八數定，山川粗奠。  | - 「吉士懷柔，三十年變，」：吉士懷柔，「吉」的頭與「懷」的尾，指「袁」。 - 「豈凡人哉？曇花一現。」：三十年，指「世」。豈凡，指「凱」。曇花一現，指袁世凱數年即逝。 - 「南北東西，龍爭虎戰，」：可能是指軍閥混戰。 - 「七八數定，山川粗奠。」：即從1913年（袁世凱就任大總統）之後15年（1928年）後南京國民政府統一中國。 |
| 第四   | 干戈起，逐鹿忙， 草莽英雄將出山， 多少枕戈豪傑士， 風雲聚會到江南， 金陵日月又重光。 | - 「干戈起，逐鹿忙，」：可能是也指軍閥混戰。 - 「草莽英雄將出山，」：草莽英雄將出山，草（艹）、將指「蔣」。 - 「多少枕戈豪傑士，」：可能是指國民革命軍北伐犧牲了很多人。 - 「風雲聚會到江南，」：可能指北伐成功，英雄聚首江南。 - 「金陵日月又重光。」：金陵是明（日月）朝的國都（部分時間）。而明是漢人政權，而清是滿人政權，此句意為，中國政權重歸漢人，也可以指中華民國定都於南京。 |
| 第五   | 瀛洲虎，渡海狼， 滿天紅日更昏黃， 茫茫神州傷破碎， 蒼生處處哭爺娘， 春雷乍響見晴陽。 | - 「瀛洲虎，渡海狼，」：古稱瀛洲、東瀛為日本，日本氣勢如虎，渡海侵略中國如狼般。（第二次中日戰爭） - 「滿天紅日更昏黃，」：到處都是日本國旗日章旗，處境昏暗不明。 - 「茫茫神州傷破碎，」：茫茫中原神州大地傷亡家庭破碎。 - 「蒼生處處哭爺娘，」：蒼生大眾到處都在哭爹喊娘，指第二次中日戰爭造成很多傷亡。 - 「春雷乍響見晴陽。」：春雷可能是指核子武器，可能意為原子彈爆爆炸，出現戰爭可能要結束的徵兆。 |
| 第六   | 細柳營中，群雄豪飲， 月掩中秋，酣睡未醒， 雙獅搏球，一墜其井， 紅粉佳人，面艷櫻景。  | - 「細柳營中，群雄豪飲，」：細柳營，指西北軍（也可能是西安）。 - 「月掩中秋，酣睡未醒，」：指蔣中正在睡夢中被兵諫。 - 「雙獅搏球，一墜其井，」：雙獅搏球，指西安事變：張學良、楊虎城兵諫蔣介石。一墜其井，指張學良被捕。 - 「紅粉佳人，面艷櫻景。」：紅粉佳人，指美齡，意為宋美齡幫忙協調。 |
| 第七   | 春雷炸，豎白旗， 千萬活鬼哭啼啼， 石頭城中飛符到， 再看重整漢宮儀， 東山又有火光照。 | - 「春雷炸，豎白旗，」：美軍向日本投下兩顆原子彈，日本投降。 - 「千萬活鬼哭啼啼，」：指原子彈的受難者，半人不鬼的慘狀。 - 「石頭城中飛符到，」：石頭城是古代南京城牆。 - 「再看重整漢宮儀，」：抗戰剛結束，軍事緊急傳令又來到了。 - 「東山又有火光照。」：指「第二次國共內戰爆發。 |
| 第八   | 日月蝕，五星稀， 二七交加挂彩衣， 野人舉足迫金虎， 遍地紅花遍地飢， 富貴貧賤無高低。 | - 「日月蝕，五星稀，」：太陽跟月亮都被暗夜侵蝕，天地正常運行消失，「五星旗」出現。另外，日蝕與月蝕在中國古代有災難的意思，這裡也可以指五星旗昇起之時就是災難來臨之時。 - 「二七交加掛彩衣，」：二七交加指「毛」，意為毛澤東如身掛彩衣加持般成為領導人。 - 「野人舉足迫金虎，」：可能是指紅衛兵橫行。 - 「遍地紅花遍地飢，」：可能是指大躍進導致的三年大飢荒。 - 「富貴貧賤無高低。」：共產主義，人民富貴不分階級。 |
| 第九   | 二七縱橫，一牛雙尾， 無復人形，日行恆軌， 海上金鳌，玄服律呂， 鐵鳥凌空，東南盡毀。  | - 「二七縱橫，一牛雙尾，」：二七縱橫，指「毛」字，毛澤東主義縱橫中國。一牛雙尾，指「朱」字。 - 「無復人形，日行恆軌，」：無復人形可能是指文化大革命讓人們無法再恢復正常人類應有的道德，日行恆軌可能是指臺海兩岸在平行時空的分隔下出現文化差異。 - 「海上金鳌，玄服律呂，」：海上金鳌是指台灣島（「幸有金鰲能載主」（黃蘖禪師詩）），玄服指「黑衣」，律呂用以製禮樂（形容士兵準備出征戰爭的情況） - 「鐵鳥凌空，東南盡毀。」：戰機起飛，中國東南部幾乎被毀滅。 |
| 第十   | 紅霞蔚，白雲蒸， 落花流水兩無情， 四海水中皆赤色， 白骨如丘滿崗陵， 相將玉兔漸東升。 | - 「紅霞蔚，白雲蒸，」：核彈爆炸產生的蕈狀雲的景況。 - 「落花流水兩無情，」：雙方因戰爭零落殘敗之情況。 - 「四海水中皆赤色，」：中國與臺灣周邊沿海皆充滿赤色解放軍。（也有可能是因戰爭而流的血） - 「白骨如丘滿岡陵，」：屍體白骨堆疊如山丘岡陵般慘烈。 - 「相將玉兔漸東升。」：出現臣相將級般的木兔聖人。（中國多種預言不斷提示強調將會出現木兔聖人） |
| 第十一 | 蓋棺定，功罪分， 茫茫海宇見承平， 百年大事渾如夢， 南朝金粉太平春， 萬里山河處處青。 | - 「棺蓋定，功罪分，」：百年恩怨大事結束，百年間的人物被世人正確的評判，蓋棺定論。或是戰事發起者棺材落定，由世人評斷其功與罪。 - 「茫茫海宇見承平，」：茫茫大海開始看見持續相承的太平世界。 - 「百年大事渾如夢，」：中國近代國共史這一百年間的愛恨情仇如夢一般煙消雲散。或被中共視為建國百年大事（對臺灣統一戰爭）如夢一般無法實現。 - 「南朝金粉太平春，」：新政權位於南方，用繁華粉飾美好的太平盛世的春天。 - 「萬里山河處處青。」：中華民國國旗最初設計時並沒有紅色，其底色是藍色（青色在古代即藍色），中華民國國徽底色也是藍色，因此可能是指江山到處重新掛滿青天白日旗。或是千山萬里的山河到處都是青翠的美麗景緻。推測可能意為百年共產時代之過去，在現今中國的南方有了新的政權。 |
| 第十二 | 世宇三分，有聖人出， 玄色其冠，龍張其服， 天地復明，處治萬物， 四海謳歌，蔭受其福。  | - 「世宇三分，有聖人出，」：可能是世界分為三大部分，有聖人出現。 - 「玄色其冠，龍張其服，」：他（聖人）是黑色的頭髮，身穿黃龍色衣服。 - 「天地復明，處治萬物，」：天地又恢復了光明，整治萬物。 - 「四海謳歌，蔭受其福。」：週圍國家都在歌頌讚揚聖人，受到其庇蔭得到福報。 |

### 亂辭曰
（藏頭詩：步虛真君歸剎去爾）
- 步桀日之無道兮，金城莫恃。
  - 解曰：隋朝皇帝自以為是「夏桀的兩個太陽比喻」，終於使國家淪亡。
- 虛宇內而有氣兮，歸乎木子。
  - 解曰：國家還是有王氣，歸於木子。
- 真吾人之福田兮，達乎釋氏。
  - 解曰：我的真正福田，是通達釋氏的道理。
- 君力未有於我兮，何必為士？
  - 解曰：皇帝的力量不能干涉我，我何必當官呢？
- 歸天台以求果兮，智者而止。
  - 解曰：回歸天台山出家以求佛果，依止智者大師。
- 剎梵宮以靜心兮；面壁伊始；
  - 解曰：住在廟裏祈求心靈寧靜，開始學達摩祖師面壁。
- 去觀此國之亂兮，諸侯莫敢發，首於沐猴不可冠也。
  - 解曰：離去而看到這地方的動亂，諸侯不敢發兵，第一就是「猿猴」沒辦法戴上帽子「稱帝」。
- 爾見此猴脫乎犬獸之形，豈得為王沈沈者！
  - 你看到這「猿猴」去掉犬部，就影射是「袁」了。怎麼可能稱王呢？

### 離壇詩
- 茫茫天數本難知，
- 惟在蒼生感太虛，
- 老僧不敢多饒舌，
- 泄露天機恐被誅。